# زلزله نانکای (۱۸۵۴)
زلزله نانکای (انگلیسی: 1854 Nankai earthquake) زلزله ای بود به مقیاس بزرگی ریشتر ۸٫۴ که به منطقه زمانی ساعت ۱۶ در تاریخ ۲۴ دسامبر ۱۸۵۴ در منطقه توکای در ژاپن رخ داد و موجب یک سونامی بزرگ پس از این زلزله شد. در این زلزله بیش از ۳۰۰۰۰ خانه ویران شد و حداقل موجب کشته شدن ۳۰۰۰ نفر شد.
این زلزله دومین زلزله از سه زلزله بزرگ آنسی بود. زلزله دیگر، زلزله توکای (۱۸۵۴) از نظر شدت و بزرگی برابر با این زلزله بود و در همین منطقه رخ داد.